# San Zanipolo

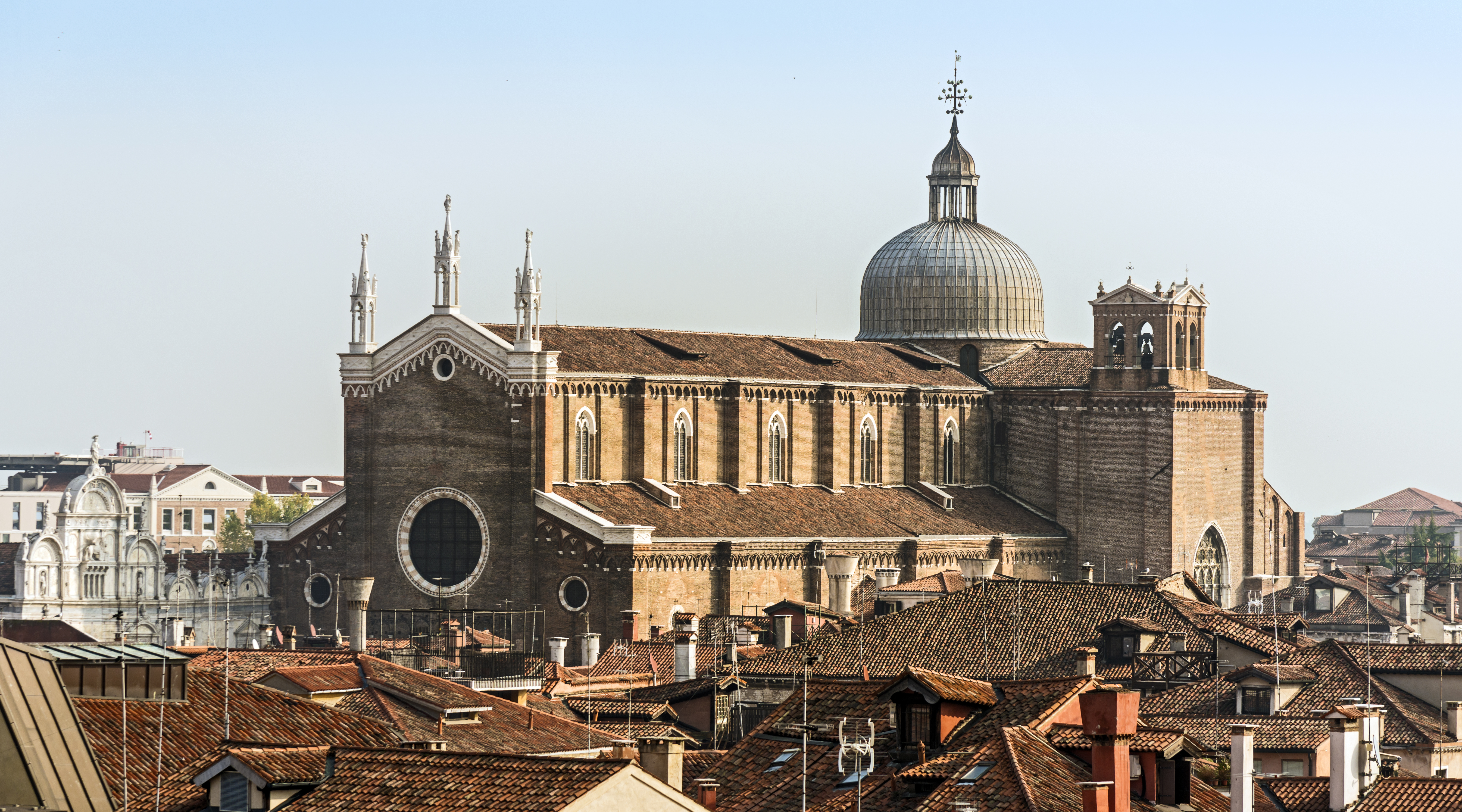
San Zanipolo

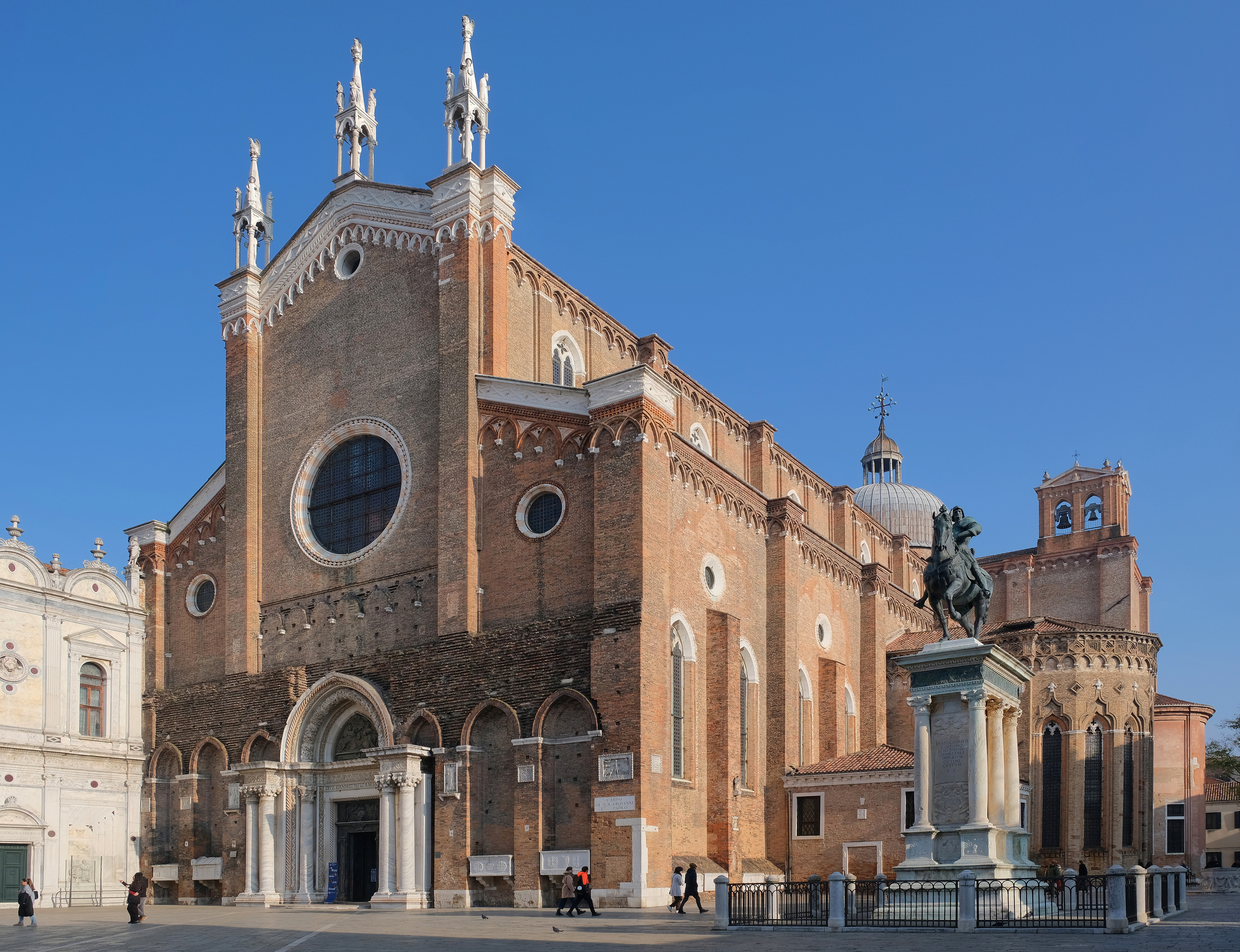
Fassade von Zanipolo

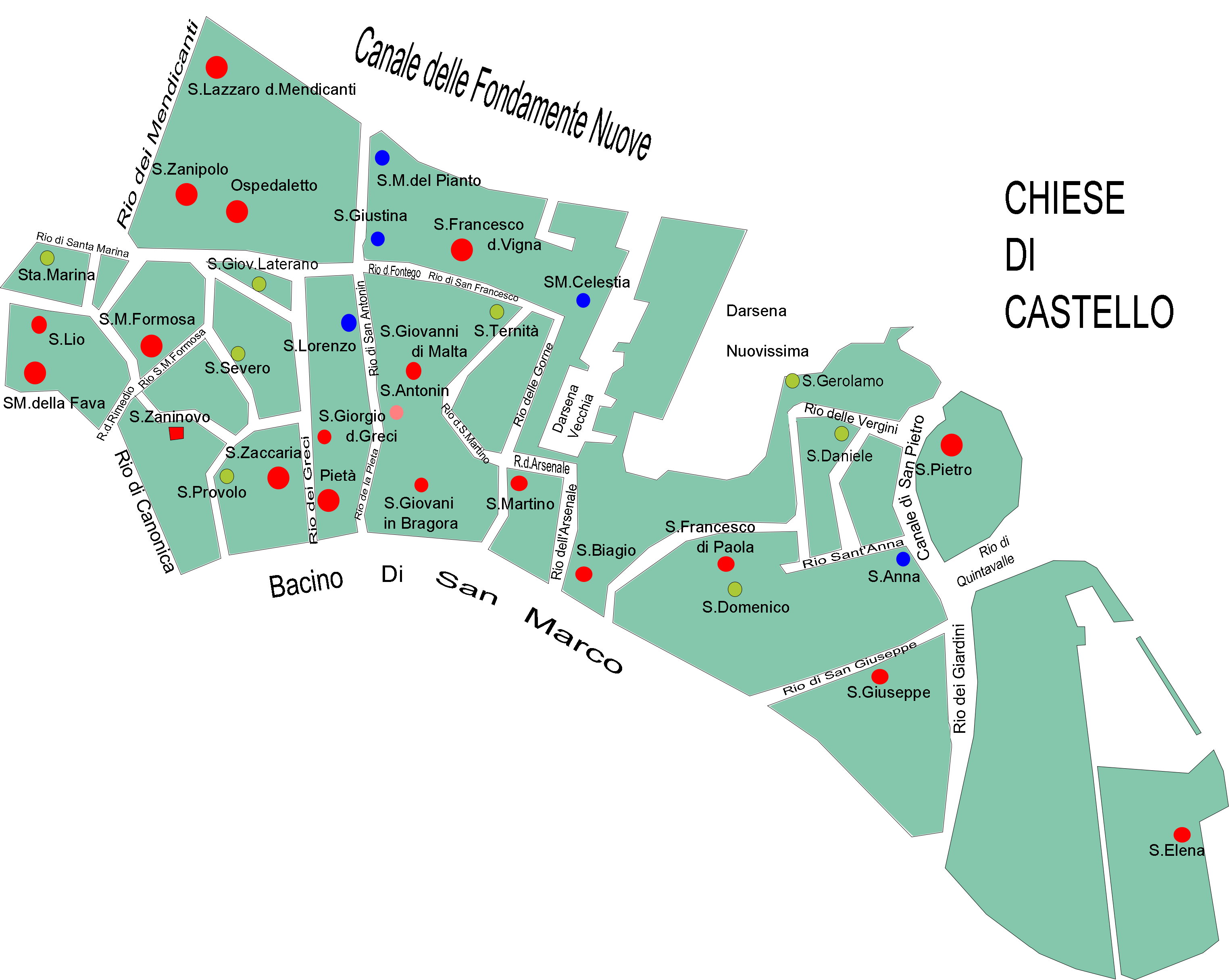
Lage der Kirche im Nordwesten des Sestiere Castello

Santi Giovanni e Paolo, venetisch San Zanipolo oder nur Zanipolo, ist mit knapp 100 m Länge eine der größten Kirchen in Venedig. Sie befindet sich im Nordwesten des Sestiere Castello.
San Zanipolo ist eine Klosterkirche der Dominikaner. Sie ist der größte und bedeutendste Sakralbau der venezianischen Gotik des 14. und 15. Jahrhunderts. Die Kirche war die bevorzugte Grabeskirche der Dogen sowie zahlreicher Adelsfamilien. Kirchenpatrone sind nicht die beiden gleichnamigen Apostel, sondern Johannes und Paulus von Rom, zwei Märtyrer aus der Zeit Konstantins des Großen. „Zanipolo“ ist eine Kontraktion der venetischen Namensformen von „Johannes“ und „Paulus“.

## Architektur
Zanipolo ist eine dreischiffige Säulenbasilika mit Querhaus, an das sich eine mittlere große und jeweils zwei kleine Chorkapellen anschließen. Alle Chorkapellen haben einen polygonalen Schluss. Bis auf die Vierung, die überkuppelt ist, haben alle Bauteile ein Kreuzrippengewölbe.
Der Kirchenraum ist 96 m lang, im Langhaus 28 m breit, das Querschiff ist 43 m breit, die Gewölbehöhe beträgt ca. 35 m.
Die Kirche ist ein Backsteinbau. Zierelemente am Außenbau, wie die Rahmen der Okuli, die Friese, der kranzartige Gesimsabschluss und die hohen Tabernakel auf der Fassade sowie das Portal sind aus istrischem Stein. Die steinernen Gewölbe bestehen aus verputztem Rohrgeflecht, um das Gewicht des Bauwerks wegen des problematischen Untergrundes zu reduzieren. Der Bau wird, wie bei anderen venezianischen Kirchen, durch hölzerne Zuganker stabilisiert.

## Baugeschichte und Ausstattung

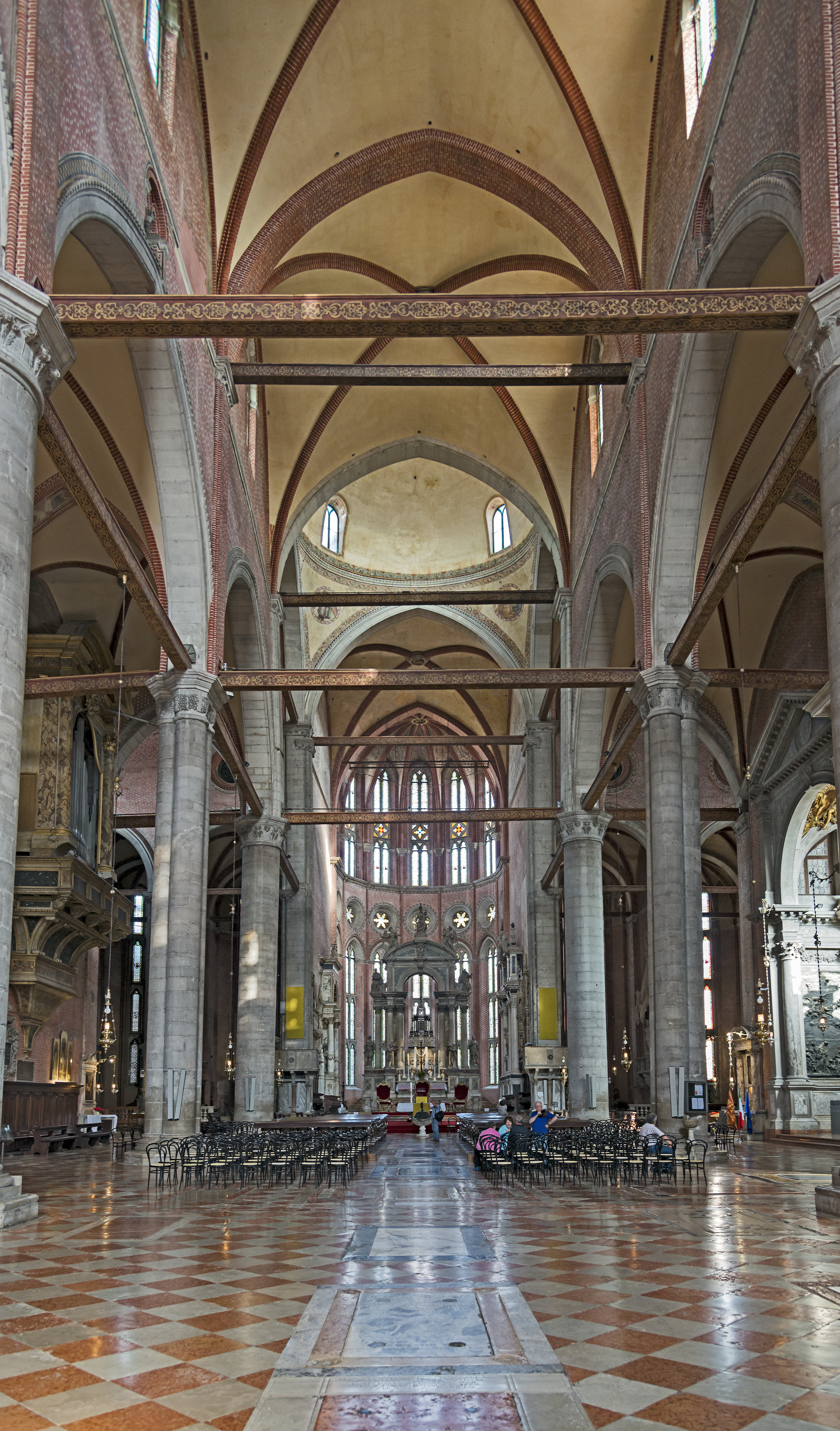
Innenraum

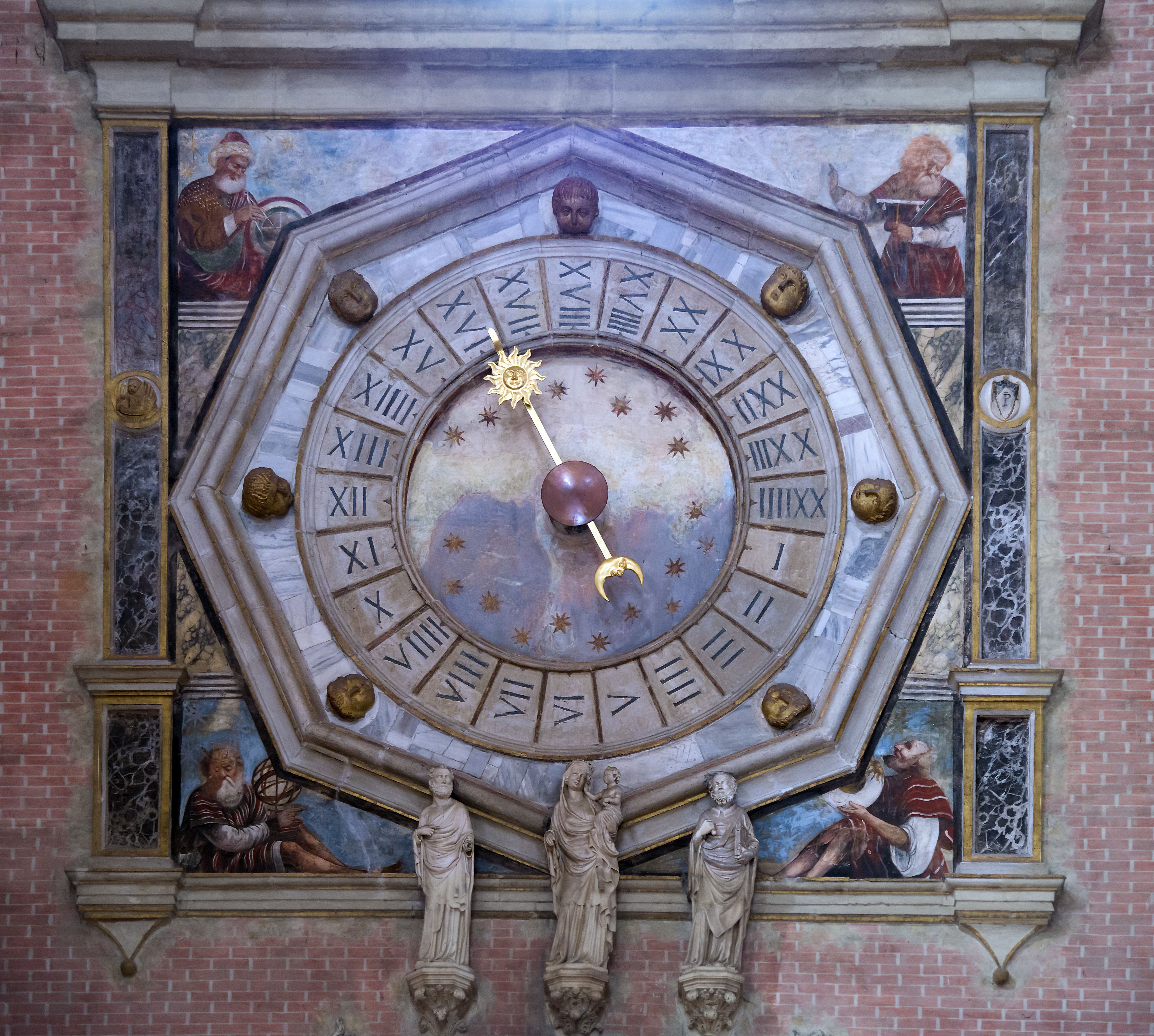
Vierundzwanzigstundenuhr aus dem 16. Jahrhundert

Im Jahr 1245 schenkte der Doge Jacopo Tiepolo dem Orden der Dominikaner ein Stück Land zum Bau einer Kirche, in weiter Entfernung zur Frari-Kirche, des mit den Dominikanern konkurrierenden Bettelordens der Franziskaner, die bereits im Jahr 1234 ihr Baugrundstück erworben hatten. Eine Baustelle ist für das Jahr 1246 nachgewiesen. Diese erste Zanipolo-Kirche war 1258 baulich schon weit vorangeschritten. Der Doge Ranieri Zeno (1253–1268) hatte testamentarisch 1000 Libra für das Portal, den Glockenturm (Campanile) und die Ausschmückung hinterlassen.
Doch die Kirche wurde zu klein, so dass ein Neubau beschlossen wurde, der 1333 begann. Die Apsis wurde vor 1368 fertiggestellt, denn aus diesem Jahr stammt das älteste Grabmal in der Kirche, das des Marco Giustinian in der Cappella di Santa Maddalena rechts des Presbyteriums. Das erste schriftliche Baudatum ist durch eine Inschrift von 1369 im Querschiff belegt. Eine Spende der Prokuratoren von San Marco Pietro Corner und Michele Steno in Höhe von 10.000 Dukaten gestattete den beschleunigten Bau. Im Jahr 1395 war er „pro media parte inferiori constructam“ ‚bis zum unteren Mittelteil errichtet‘. Im Jahr 1417 war das Mittelschiff gewölbt und im Jahr 1430 wurde die Kirche geweiht. Im Jahr 1437 kaufte die vermögende Bruderschaft der Goldschmiede und Seidenhändler ein benachbartes Grundstück zum Bau eines Bruderschaftsgebäudes, der Scuola Grande di San Marco und machte den Dominikanern großzügige Stiftungen für den weiteren Bau der Kirche. Um die Mitte des 15. Jahrhunderts wurde der Chor errichtet und Ende des 15. Jahrhunderts die Kuppel vollendet. Erst im Jahr 1458 konnte mit Spendenmitteln das Portal bei dem Architekten Bartolomeo Bon in Auftrag gegeben werden, für das antike Säulen (Spolien) aus Torcello zum Einsatz kamen. Die Chorschranke mit Chorgestühl, die im dritten Jahrzehnt des 15. Jahrhunderts entstand, wurde 1683 abgerissen. Die hohen, zweibahnigen und von Stegen unterteilten Maßwerkfenster im Chor entstanden in den Jahren 1471 (unten) und 1510 (oben). An der linken Stirnseite des Querhauses, über dem Zugang zur Rosenkranzkapelle ist die große Vierundzwanzigstundenuhr von 1504. In den Ecken sind vier Gelehrte dargestellt. Es könnten griechische Philosophen sein, die mit Symbolen oder Geräten abgebildet sind.
In den Jahren 1575 bis 1582 wurde von der Rosenkranzbruderschaft die o. g. Rosenkranzkapelle (Cappella del Rosario) zur Erinnerung an die Seeschlacht von Lepanto gestiftet. Sie wurde nach einem Entwurf von Alessandro Vittoria errichtet. Allerdings wurde diese Kapelle im Jahr 1867 durch einen Brand zerstört. Ihr heutiges Aussehen verdankt sie einer Restaurierung aus dem Jahre 1913. Zwischen 1638 und 1663 wurde der Hauptaltar nach Entwürfen von Baldassare Longhena und Francesco Cavrioli erbaut. 1682 wurde das Chorgestühl entfernt, so dass der große Kirchenraum voll zur Geltung kam. Anfang des 18. Jahrhunderts wurde die Cappella di San Domenico angebaut.
Zanipolo wurde mehrheitlich durch Spenden finanziert. So war die Errichtung von Familienkapellen und Grabanlagen in Kirchen stets mit regelmäßigen Spenden für Messen verbunden, die auch von den Familien und Erben fortgeführt wurden, um das Andenken an die Verstorbenen zu sichern.

## Grablege der venezianischen Dogen

Begräbnis eines Dogen in Zanipolo, Gabriele Bella (um 1733–1799), Pinacoteca Querini Stampalia

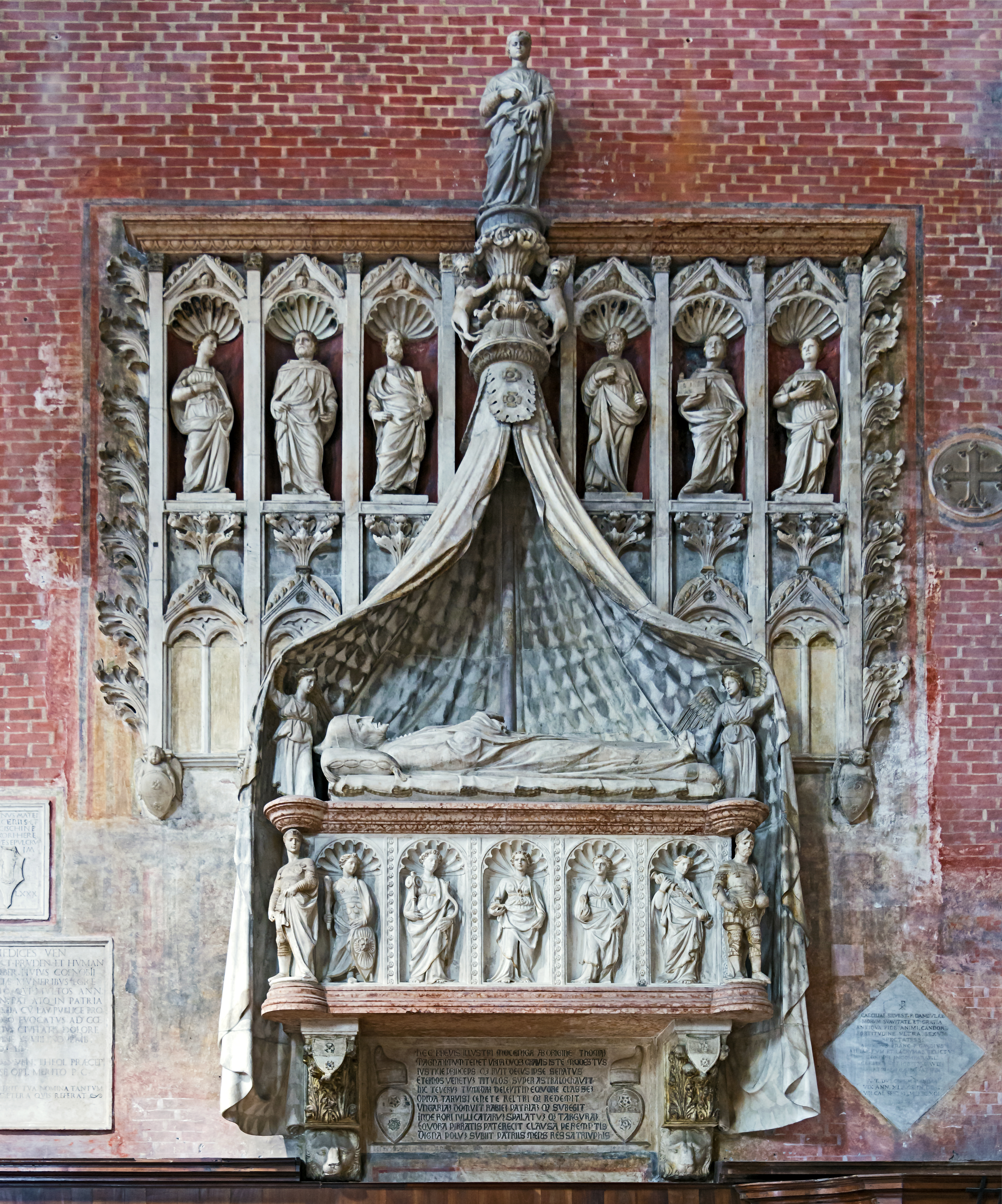
Grabmal des Dogen Tommaso Mocenigo im linken Seitenschiff

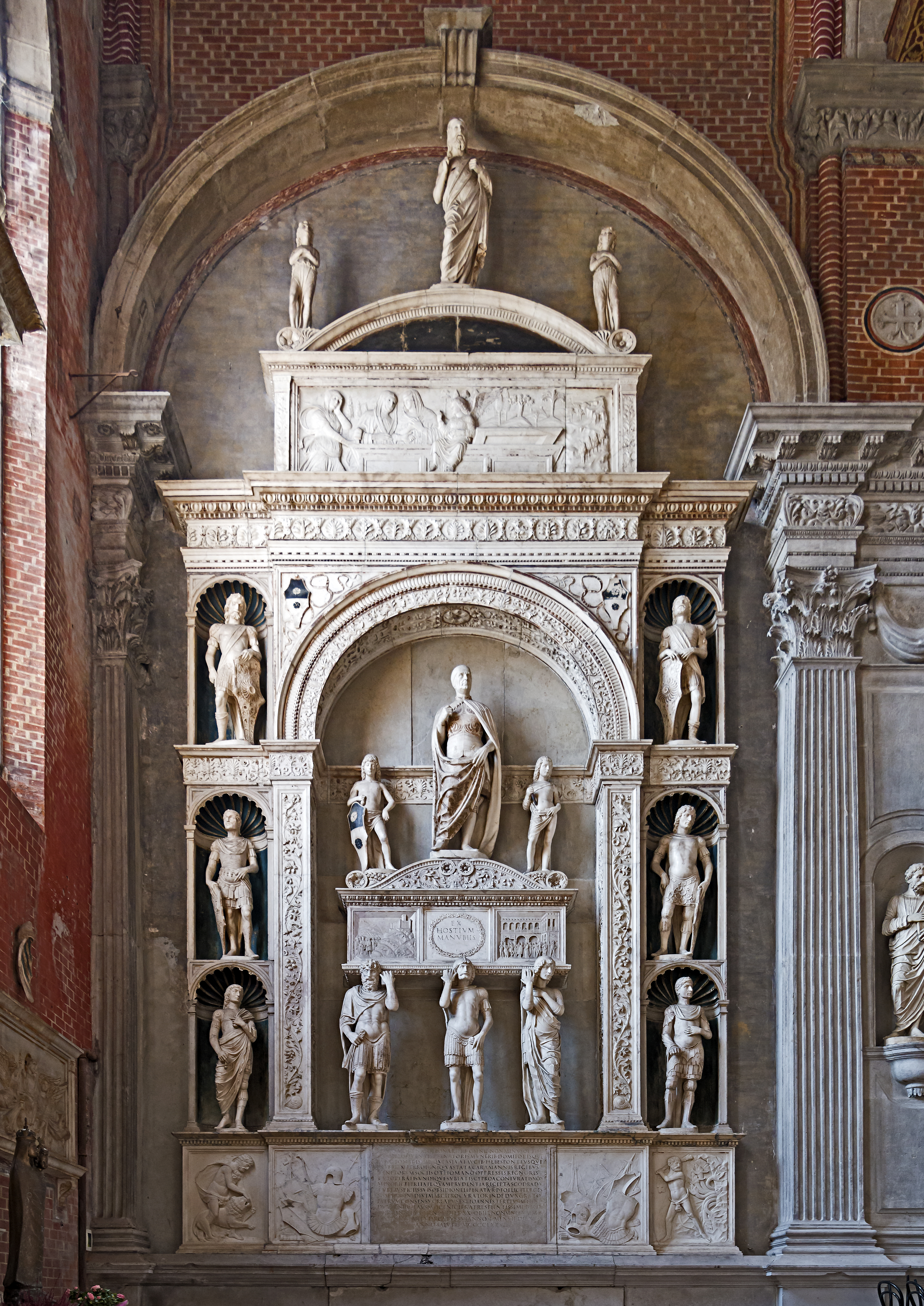
Grabmal des Dogen Pietro Mocenigo von Pietro Lombardo mit Blattmaske im rechten Kapitell

Zanipolo war die bevorzugte Grablege der venezianischen Dogen. In der Kirche befinden sich neben vielen anderen Grabmonumenten venezianischer Nobili allein 26 Dogengrabmäler aus der Zeit der Gotik bis zum Barock. Als erster Doge wurde dort im Jahr 1249 der Mäzen der Dominikaner Jacopo Tiepolo begraben. Sein einfaches Grabmal aus Marmor befindet sich an der äußeren Fassadenwand.
Seit der Mitte des 15. Jahrhunderts wurden hier die führenden Männer der Republik Venedig beigesetzt. Auch einige Künstler, Gentile und Giovanni Bellini, Lorenzo Lotto und Jacopo Palma der Jüngere haben hier ihre letzte Ruhestätte. Die Haut des von den Türken 1571 getöteten Gouverneurs von Zypern, Marcantonio Bragadin, befindet sich im rechten Seitenschiff der Kirche in einem im Jahr 1596 errichteten Grabmal.
Die Wandgräber boten zu Beginn der Renaissance neue Möglichkeiten, Plastik und Architektur zu verbinden. Die „menschliche“ Plastik hatte sich aus der Einbindung in die Fassadengestaltung der großen Kathedralen im hohen Mittelalter, besonders in der Portalzone, zu einer zunehmend eigenständigen, freistehenden Figur herausentwickelt. Diese Grabmäler an den Kircheninnenwänden sind eine neue Komposition, die der Plastik ein wesentlich höheres Eigenleben ermöglichte als den Gewändefiguren des vorangegangenen hohen Mittelalters.

## Heilige Katharina von Siena

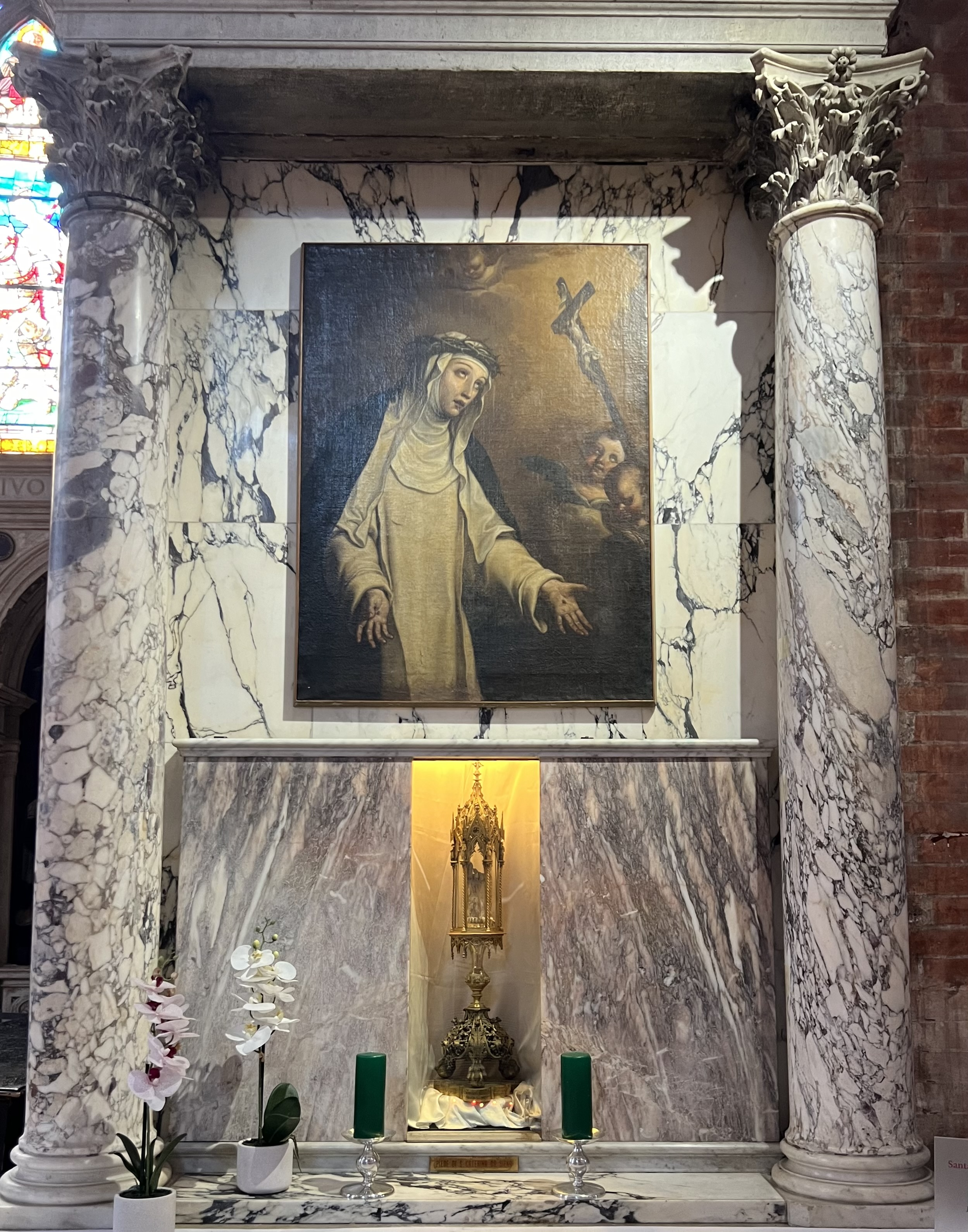
Katharinaaltar mit Reliquie

Vor dem Querhaus, an der Kapelle des Heiligen Dominikus steht ein Altar aus Stein und Marmor der Heiligen Katharina von Siena. Er beherbergt als Reliquie den rechten Fuß der Heiligen. Darüber ein Gemälde mit der Darstellung Katharinas mit den Stigmata aus einer venezianischen Werkstatt des 18. Jahrhunderts.

## Scuola Grande di San Marco
Direkt neben der Kirche befindet sich die ehemalige Scuola Grande di San Marco, die heute den Eingang zum größten Krankenhaus der Stadt bietet, dessen Gebäude sich bis zum nördlichen Lagunenufer erstrecken.

## Reiterstandbild
Auf einem knapp 10 m hohen und von sechs Säulen gefassten Sockel neben der Kirche steht das von Andrea del Verrocchio entworfene, aber erst nach seinem Tod im Jahr 1496 gegossene Reiterstandbild des Heerführers (condottiere) Bartolomeo Colleoni.